# Domaine de Bierville
Ne doit pas être confondu avec la commune de Bierville (Seine-Maritime)
Le Domaine de Bierville est situé à proximité du hameau de Bierville sur la commune de Boissy-la-Rivière (Essonne).

## Histoire
Au XIe siècle, il est fait mention d'un domaine appartenant au chevalier Lancelot de Bierville. Seul le pigeonnier (XIVe siècle) du château féodal a survécu. Le bâtiment principal a dans ses grandes lignes son aspect actuel depuis le milieu du XVIIIe siècle.
Le château et le domaine appartiennent successivement à de familles apparentées aux Richelieu (les Fuzée de 1604 à 1737, les Poilloüe de Saint-Mars jusqu'à la Révolution, où ils deviennent bien national en 1794, un des fils du propriétaire étant accusé d'avoir émigré malgré les dénégations de son père qui soutenait qu'il était mort). Ils sont ensuite acquis au XIXe siècle par la famille Van Loo.
Le château et le domaine sont achetés en 1921 par Marc Sangnier, député démocrate-chrétien avant la lettre, pionnier du mouvement des Auberges de Jeunesse en France, élu maire de Boissy-la-Rivière en 1925, avant d'être légués à la CFTC (devenue CFDT en 1964). 
C'est à Bierville que se déroule en 1926 le 6e Congrès démocratique international pour la paix, tenu à l'initiative de Marc Sangnier. Jusqu'en 1932, des événements liés à la préparation ou au déroulement des congrès sont organisés également à Bierville.
Dans les années 1960, sous l'impulsion de Simone Troisgros, le domaine accueille plus de 500 vacanciers chaque année dans une approche issue du tourisme populaire.  
C'est aujourd'hui un centre de formation syndicale.

## Événements importants
- avant 1778 (?) : mise à jour d'une source d'eau ferrugineuse, expertisée en 1784 par l'Académie royale de médecine[6].
- 1926 : sixième congrès démocratique international pour la paix, organisé par Marc Sangnier avec la devise « La Paix par la jeunesse »[7].
- 1929 : neuvième congrès : Croisade de la jeunesse (1re partie à Bierville (2-5 septembre 1929), (fin en Angleterre du 7 au 17 septembre 1929)[8].
- 1930 : dixième congrès : Inauguration du Foyer de la Paix à Bierville (24-31 août 1930)[8].
- 1932 : douzième congrès à Bierville : les journées d’espérance  (août-septembre 1932)[8].
- 1933 - 1940 : accueil de réfugiés (juifs, autrichiens, allemands, espagnols) dans le domaine[8].
- 1939 : Carles Riba, poète d'expression catalane, y entame la composition de ses Élégies de Bierville
- 1940 - 1944 : occupation et dévastation du domaine après l'exode de 1940, réquisition par les Allemands jusqu'en 1944[8]
- 1950 : la CFTC devient propriétaire par legs de Marc Sangnier.
- 1962 : le domaine est plastiqué par l'OAS[9].
- 1969 : fin de l'exploitation de la ligne de chemin de fer Étampes-Pithiviers le 4 novembre 1969
- 1980 : rénovation et modernisation du château et du domaine[10]
- 2022 - 2024 : après la fermeture résultant de la pandémie de Covid-19, la CFDT décide une rénovation complète des bâtiments du domaine, tant pour les espaces de travail que pour les parties hébergement et restauration et les espaces verts[11],[12]